# Eagle Grove (Iowa)
Eagle Grove – miasto w Stanach Zjednoczonych, w stanie Iowa, w hrabstwie Wright. Zgodnie ze spisem statystycznym z 2000 roku, miasto liczyło 3712 mieszkańców.